# Marko Lomić
Marko Lomić (Servisch: Марко Ломић) (Čačak, 13 september 1983) is een Servisch voormalig voetballer, die doorgaans speelde als linksback. Lomić maakte in 2010 zijn debuut in het Servisch voetbalelftal.

## Clubcarrière
Lomić werd geboren in Čačak en ging voetballen bij Borac Čačak. Hij begon daar nog als meer aanvallend ingestelde speler, met negen goals in twee seizoenen tijd. Via Železnik kwam hij later terecht bij Partizan. Bij de Servische topclub was hij doorgaans basisspeler, maar Lomić wilde een buitenlands avontuur aangaan en tekende daarna ook bij het Duitse TuS Koblenz. Na twee jaar vertrok hij op de laatste dag van de transfermarkt echter weer terug naar zijn oude werkgever, Partizan. In 2010 vertrok hij echter opnieuw naar het buitenland. Voor 1,2 miljoen euro kocht Dinamo Moskou de verdediger aan. Vier jaar later verkaste Lomić naar Mordovia Saransk, waar hij zijn handtekening zette onder een verbintenis voor de duur van twee seizoenen. Na afloop van dit contract zette de Serviër een punt achter zijn carrière als actieve voetballer.

## Interlandcarrière
Op 7 april 2010 speelde Lomić voor het eerst een interland mee voor Servië. Bondscoach Radovan Ćurčić liet de verdediger beginnen als linksback tegen Japan en hij mocht het gehele duel meespelen. Door doelpunten van Dragan Mrdja (tweemaal) en Nemanja Tomić wonnen de Serviërs met 0–3. De andere debutanten waren Milovan Milović (Javor Ivanjica), Vojislav Stanković, Aleksandar Davidov, Tomić (allen eveneens Partizan), Milan Jovanić (Spartak Zlatibor Voda), Nikola Mitrović (Napredak Kruševac), Nikola Beljić (OFK Belgrado) en Andrija Kaluđerović (Rad Belgrado).

### Gespeelde interlands
| Interlands van Marko Lomić voor Servië | Interlands van Marko Lomić voor Servië | Interlands van Marko Lomić voor Servië | Interlands van Marko Lomić voor Servië | Interlands van Marko Lomić voor Servië | Interlands van Marko Lomić voor Servië | Interlands van Marko Lomić voor Servië |
| №                                      | Datum                                  | Wedstrijd                              | Uitslag                                | Competitie                             | Goals                                  |                                        |
| Als speler bij Partizan                | Als speler bij Partizan                | Als speler bij Partizan                | Als speler bij Partizan                | Als speler bij Partizan                | Als speler bij Partizan                | Als speler bij Partizan                |
| -------------------------------------- | -------------------------------------- | -------------------------------------- | -------------------------------------- | -------------------------------------- | -------------------------------------- | -------------------------------------- |
| 1                                      | 7 april 2010                           | Japan – Servië                         | 0 – 3                                  | Vriendschappelijk                      |                                        |                                        |
| Als speler bij Dinamo Moskou           |                                        |                                        |                                        |                                        |                                        |                                        |
| 2                                      | 8 oktober 2010                         | Servië – Estland                       | 1 – 3                                  | EK 2012 kwalificatie                   |                                        |                                        |
| 3                                      | 14 november 2012                       | Chili – Servië                         | 1 – 3                                  | Vriendschappelijk                      |                                        |                                        |